# س. جاي كيمب
س. جاي كيمب (بالإنجليزية: C. J. Kemp)‏ هو لاعب اللاكروس أمريكي، ولد في 11 مارس 1982 في بوتوماك في الولايات المتحدة.